# باول ميلون
باول ميلون (بالإنجليزية: Paul Mellon)‏ هو رائد أعمال أمريكي، ولد في 11 يونيو 1907 في بيتسبرغ في الولايات المتحدة، وتوفي في 1 فبراير 1999 في Upperville, Virginia ‏ في الولايات المتحدة.

## وصلات خارجية
- باول ميلون على موقع الموسوعة البريطانية (الإنجليزية)
- باول ميلون على موقع مونزينجر (الألمانية)
- باول ميلون على موقع إن إن دي بي (الإنجليزية)